# Bror-Eric Bergqvist
Bror-Eric Bergqvist, född 6 april 1944 i Delsbo, död 29 augusti 2013 i Bjuråker, var en svensk konstnär och bygdemålare verksam under namnet Bror-Eric.
Han var bland annat känd för sina naturmotiv från Hälsingland.

## Biografi
Bergquist visade som ung talang för teckning och hans föräldrar tänkte skicka honom för vidare studier vid Konstfack, men ekonomin tillät inte det, varför en lokal konstnär i Delsbo fick ge honom grundläggande kunskaper. Efter avslutad skolgång fick han anställning som dekoratör på varuhuset Domus i Ljusdal och flyttade 1962 till Skara där han arbetade som dekoratör. I Skara började han måla och ställa ut sin konst och blev i tidningarna kallad Porrmålaren från Skara eftersom mycket av konsten bestod av nakenstudier. I slutet av 1960-talet flyttade han åter till Hälsingland där han 1970 inredde en ateljé och utställningslokal i gamla Kyrkskolan i Bjuråker för att arbeta på heltid som konstnär.
Bror-Eric Bergqvist avled 2013 efter en tids sjukdom.
Den 1 december 2013 förärades Bror-Eric med en stjärna på Glada Hudik Walk of Fame i Hudiksvall.
Bergqvist finns representerad vid Nationalmuseum i Stockholm.